# Abbo (Bischof von Maguelone)
Abbo († kurz nach 897) amtierte in der zweiten Hälfte des 9. Jahrhunderts als Bischof von Maguelone. Seine genaue Amtszeit ist nicht bekannt.
Abbo, der auf Maldomer als Bischof von Maguelone folgte, unterschrieb auf dem 875 zu Chalon-sur-Saône abgehaltenen Konzil ein der Benediktinerabtei Tournus bewilligtes Privileg. 877 traf er den in der Provence gelandeten Papst Johannes VIII., auf dessen Wunsch er am 8. Dezember 877 in Compiègne an der Krönung des westfränkischen Königs Ludwig II. teilnahm. Dann begleitete er den Papst auf das am 11. August 878 beginnende Konzil zu Troyes.
Später wird Abbo als Teilnehmer an zwei kleinen Regionalsynoden genannt, die am 17. November 887 und am 19. April 897 in dem kleinen, an der Grenze der Diözesen Nîmes und Maguelone gelegenen Dorf Notre Dame du Port stattfanden. Die letztere Synode, bei der Erzbischof Arnust von Narbonne den Vorsitz führte, wurde wegen Beschwerden des für den Pfarrbezirk Saint Jean de Cocon zuständigen Priesters Adalfred einberufen, dass Abbo Unterschlagungen eines Teils des Zehnts zugunsten der neuerbauten Kirche Saint-Andoque begangen habe. Adalfred bekam in dieser Angelegenheit Recht. Bald danach trat der Tod Abbos ein, woraufhin Gontier sein Bischofsamt übernahm.